# نهر مجه
نهر مجه (بالتشيكية: Mže، بالألمانية: Mies) هو نهر بطول 105 كيلومترا في تشيكيا ، ينبع من غابة غريسباخ الألمانية (Griesbach) القريبة من قرية آش (Asch) في بلدية ميرنغ (Mähring) الواقعة في مقاطعة تيرشنرخت(Tirschenreuth).
يشكل النهر حدودا دولية بين ألمانيا وجمهورية التشيك مسافة 3 كيلومترات ثم يدخل الأراضي التشيكية، يمر عبر مدن تاخوف (Tachov) وسترجيبرو (Stříbro) و بلزن (Plzeň) ، عند التقائه بنهر رادبوزا يكون نهر بيرونكا في إقليم بلزن.
تبلغ مساحة حوض نهر مجه حوالي 1,828.6 كيلومترا مربعا، 1792 كيلومترا مربعا منها تقع في جمهورية التشيك.